# Leucandra sagmiana
Leucandra sagmiana är en svampdjursart som beskrevs av Hozawa 1929. Leucandra sagmiana ingår i släktet Leucandra och familjen Grantiidae. Inga underarter finns listade i Catalogue of Life.